# Tartaglia (maschera)
Tartaglia è una maschera della commedia dell'arte, nata a Genova ad inizio '600. Essa è affine a quella del dottore, dalla quale deriva.

## Descrizione
Goffo e corpulento, senza baffi né barba e con la testa rasa, prese il nome di Tartaglia dalla balbuzie di cui è afflitto. Ad essa ed alla forte miopia si limita tutta la comicità del personaggio, povero di contenuti umani.
Il costume della maschera, costituito in origine di un abito e di un mantello verdi a strisce gialle, di un ampio collare bianco e occhiali verdi, variò in seguito nei colori e negli ornamenti.
L'immagine e la postura particolarmente simile alla maschera padovana di Menego spesso traggono in inganno, come se si trattasse della stessa persona. Sebbene di rango sociale particolarmente differente (Menego rappresenta un ingenuo ed ignorante contadino), possa sciogliere ogni dubbio sulla doppia identità del personaggio, alcune antiche credenze popolari (particolarmente nel sud Italia) sostengono che Tartaglia sia Menego mascherato da dottore.
Nella seconda metà del Seicento, nonostante l'origine genovese, Tartaglia fu popolarissimo a Napoli, anche per merito dell'interpretazione colorita dell'attore Carlo Merlino. Nel Settecento, un Tartaglia d'eccezione fu Agostino Fiorilli.
Lo scrittore Carlo Gozzi introdusse questa maschera nelle sue commedie.